# Ognen Teofilovski
Ognen Teofilovski est un photojournaliste macédonien qui travaille pour le journal Vest .

## Biographie
Teofilovski publie ses photos via Reuters dans de nombreux organes de presse, comme National Geographic, Challenges.